# Karl Eidlitz
Karl Eidlitz (né le 26 octobre 1894 à Vienne, mort le 26 septembre 1981 dans la même ville) est un acteur autrichien.

## Biographie
Après des débuts à Kiel et Coblence, Eidlitz entre au Burgtheater en 1919 et en est membre jusqu'à sa mort, à part son exil en Suisse, à Saint-Gall, de 1938 à 1945.
Metteur en scène en 1931, Eidlitz est l'un des cofondateurs du Burgtheaterstudio. Il organise de nombreuses matinées, lectures et des représentations du Burgtheater lors du Festival de Brégence après la Seconde Guerre mondiale. En 1954, il devient membre du conseil d'administration du Burgtheater et en est le doyen à partir de 1974.
Il apparaît aussi dans plusieurs productions cinématographiques et télévisuelles.
Karl Eidlitz se marie à l'actrice Alma Seidler en 1920. Le journaliste Johannes Eidlitz (de) (né en 1920) est leur fils. Karl Eidlitz et Alma Seidler sont enterrés dans une tombe honorifique au cimetière central de Vienne (groupe 32 C, n° 47).

## Filmographie
- 1921 : Unter der Knute des Schicksals
- 1951 : Le Vieux Pécheur
- 1951 : Le Paysan allègre
- 1952 : Vienne, premier avril an 2000
- 1954 : La Perle de Tokay (de)
- 1954 : L'Été et les amours
- 1955 : Mozart
- 1957 : Maria Stuart (TV)
- 1958 : Le Labyrinthe de l'amour
- 1959 : Brillanten aus Wien (TV)
- 1959 : Maria Stuart
- 1960 : Don Carlos (de)
- 1960 : Das Spiel vom lieben Augustin (de) (TV)
- 1961 : Anatol (TV)
- 1963 : Alles gerettet (TV)
- 1965 : Leinen aus Irland (TV)
- 1966 : Donaugeschichten (de): W. M. und die Diplomatie (TV)